# 清江镇 (资兴市)
清江乡，是中华人民共和国湖南省郴州市资兴市下辖的一个乡镇级行政单位。

## 行政区划
清江乡下辖以下地区：
清江社区、大垅村、绩坪村、青草村、清江东村、清江西村、黄桥村、上堡村、瑶族村、秕珠村、加田村、丫和村、大远村、山口村、带头村、上里村、蕉坪村和枫联村。